# Луноход 2
Луноход 2 (рус. Луноход, Аппарат 8ЕЛ № 204) био је други лунарни ровер који је Совјетски Савез послао на површину Месеца у оквиру програма Луноход.
Лендер мисије Луна 21 слетео је на површину Месеца и доставио други по реду лунарни ровер – Луноход 2, у јануару 1973. године. Примарни задаци мисије били су да прикупи што више фотографија површине, да измери количину светлости амбијента како би се утврдило да ли постоји могућност да се са површине Месеца врше астрономске опсервације, да се уз помоћ ретрорефлектора спроведу анализе удаљености слањем ласерских пулсева са Земље, измери соларне рендгенске зраке, измери локална магнетска поља и испита механику тла на површини Месеца.

## Конструкција и подсистеми
Ровер је имао масу од 840 kg, што је за око 80 kg више од ровера Луноход 1. Био је дугачак 170 cm, широк 160 cm и висок 135 cm. Имао је осам точкова, од којих је сваки имао независно вешање (кретао се у зависности од терена независно у односу на остале точкове), електромотор који га је покретао и кочницу. Електромотор на сваком точку ровера био је запакован у канистер под притиском како би се што боље заштитио од температурних варијација и прашине која је могла да утиче на његов рад. Ровер је поседовао две брзине којима је могао да се креће по површини: ~1 km/h и ~2 km/h. Луноход 2 био је опремљен са три телевизијске камере, од којих су две биле монтиране на предњи крај ровера и снимале су површину, док је трећа камера била постављена на горњу страну ровера за навигацију по терену, и могла је да на Земљу шаље снимке високе резолуције различитих брзина смењивања слика – 3,2; 5,7; 10,9 или 21,1 слику у секунди. Ове слике су стизале на Земљу где их је петочлани тим анализирао и затим у реалном времену слао команде за вожњу роверу. Инструменти су радили набатерије, које су допуњаване преко соларних ћелија који су се налазили на унутрашњој страни поклопца који је прекривао ровер током лунарних ноћи. Током ноћи, инструменти ровера држани су на радној температури путем јединице за грејање која је енергију црпела из радиоактивног извора (плутонијум-210). На ровер су монтиране и четири панорамске камере. Од научних инструмената ровер је поседовао:
- уређај за испитивање механике тла
- соларни експеримент X-зрака
- фотометар за мерење у светлости у видљивом и ултраљубичастом делу спектра
- магнетометар за мерење магнетксог поља, који се налазио на врху шипке која се извлачила до дужине од 2,5 m испред ровера
- радиометар
- фотодетектор (Рубин-1) за експерименте са ласерским зрацима са Земље, и
- ласерски угаони ретрорефлектор, који је обезбедила Француска.

На лендеру се налазио басрељеф (ниски рељеф) на којем су изгравирани лик Владимира Лењина и грб Совјетског Савеза. Заједничка маса лендера и ровера била је 1.814 kg.

## Лансирање
Ракета-носач Протон К/Блок Д доставила је летелицу Луна 21 прво у паркинг орбиту око Земље, а затим је последњи степен још једном упалио свој мотор и поставио је на транслунарну трајекторију. Након неколико дана пута кроз дубоки свемир, Луна 21 је 12. јануара 1973. године упалила сопствени мотор и успорила довољно да је Месец ухвати у своје гравитационо поље, у орбиту параметара 90 x 100 km. Затим је током 13. и 14. јануара додатним паљењем мотора перилун смањен на орбиталну висину од 16 km.

## Слетање и операције на површини
Након 40 орбита око Месеца, 15. јануара ракетни мотор летелице поново је упаљен када се она налазила у перилуну (16 km изнад површине), и тада је летелица почела да пада ка површини. На висини од 750 метара упаљени су главни реактивни мотори за слетање, који су успорили брзину падања све до висине од 22 метра. На овој висини, главни реактивни мотори су угашени, а упалили су се секундарни, који су одатле преузели спуштање до висине од 1,5 метара изнад површине, када су се и они угасили. Слетање се догодило у 23.35 УТЦ, а место слетања био је Лемоње кратер, на координатама 25,85° с.г.ш. и 30,45° и.г.д.
Одмах након слетања, Луноход 2 снимио је неколико фотографија околине, а након тога се преко рампи спустио на површину Месеца 16. јануара у 01.14 УТЦ. Затим се окренуо и снимио неколико фотографија лендера мисије Луна 21 и околног терена, и притом прешао око 30 метара. Након тога окренуо се према Сунцу како би допунио батерије до максимума, снимио још неколико фотографија, и кренуо у истраживање површине.
Ровер је истраживао током лунарног дана, а само се повремено заустављао како би допунио батерије преко соларних ћелија. Током ноћи, ровер је мировао у месту, а топлоту за инструменте обезбеђивала је јединица за грејање која се напајала из радиоактивног извора.
Дистанце које је ровер прешао су:
- 18—24. јануар 1973. године: ровер је прешао 1.260 метара
- 8—23. фебруар 1973. године: ровер је прешао још 9.086 метара
- 11—23. март 1973. године: ровер је прешао још 16.533 метра
- 9—22. април 1973. године: ровер је прешао још 8.600 метара
- 8. мај – 3. јун 1973. године: ровер је прешао још 880 метара.

## Крај мисије
Да је мисија завршена објављено је 4. јуна 1973. године, што је довело до спекулација да се ровер покварио средином маја или није могао да се „пробуди“ након дуге лунарне ноћи у периоду мај–јун. Александар Басилевски је тек касније изјавио да је 9. маја поклопац ровера дошао у контакт са ободом кратера, и тако је у поклопац упала извесна количина прашине. Када је поклопац затворен, та прашина (која представља одличан природни топлотни изолатор) доспела је на радијаторе ровера преко којих се он расхлађује. Одмах следећег дана, контролори на Земљи приметили су да се унутрашња температура ровера попела знатно изнад номиналне јер није могао да се расхлади, што је убрзо довело до прегревања и квара на системима. Сигнал са ровера констролори су престали да примају 11. маја.

## Резултати
Ровер је на површини био активан четири месеца, и за то време је прешао око 39 km преко разних врста терена, укључујући и висије, брдашца и мање пукотине, и снимио 86 панорамских фотографија и преко 80.000 ТВ слика. На основу броја обртаја точкова прво се сматрало да је ровер превалио 37 km, али су руски научници са Московског државног универзитета за геодезију и картографију (рус. Московский государственный университет геодезии и картографии, МIIГАиК) ту бројку увећали на 42,1–42,2 km на основу фотографија површине које је прикупио Лунар реконесанс орбитер агенције НАСА. Након тога, исти научници су продискутовали на ову тему са својим америчким колегама и сагласили се да је ровер највероватније превалио 39 km, и ова бројка се од тада узима као званични податак. Међународни тим екперата потврдио је да је метод коришћен за мерење пута који су луноходи превалили валидан, и може се упоредити са методом који се користи при прорачуну пређеног пута код марсовских ровера.
Луноход 2 држао је рекорд по дистанци пређеној ван Земље све до 27. јула 2014. године, када га је надмашио марсовски ровер Опортјунити агенције НАСА, са пређених 40 km. Ровер Опортјунити је и даље активан, и до децембра 2014. је прешао преко 41,4 km.

## Тренутни статус
Луноход 2 се и даље користи као ретрорефлектор при слању ласерских пулсева са Земље ка Месецу, и његова позиција је одређена са веома великом тачношћу. Фил Стоук, професор на Универзитету западног Охаја, је 17. марта 2010. године објавио да је пронашао место на коме почива ровер Луноход 2 на фотографијама које је снимила сонда Лунар реконесанс орбитер агенције НАСА. Међутим, касније је утврђено да то није ровер, већ место у траговима где се ровер окренуо у месту, а тим који ради на мисији ЛРО је успео да пронађе сам ровер недалеко одатле, на фотографијама које су снимљене у марту 2012. године.

## Власништво над ровером
Власништво над ровером Луноход 2 и лендером мисије Луна 21 Лавочкин асоцијација продала децембра 1993. је за 68.500 долара на аукцији у кући Sotheby's у Њујорку. (у каталогу се нетачно наводи да је предмет 68А Луна 17/Луноход 2)
Купац је био креатор компјутерских игара Ричард Гериот, син бившег астронаута. У једном интервјуу 2001. године изјавио је:
Купио сам Луноход 2 од Руса. Тренутно сам једина особа која поседује неки предмет на небеском телу ван Земље. Мада постоје међународни споразуми који диктирају да ниједна држава не може полагати право на површину неког другог небеског тела, ја нисам држава. Стога, ја присвајам Месец у име британског лорда!
Гериот је касније потврдио да је он власник Лунохода 2.